# Lars Ulrich
Pour les articles homonymes, voir Ulrich.
Lars Ulrich, né le 26 décembre 1963 à Gentofte, est un batteur danois. Il est connu comme étant le batteur du groupe de metal Metallica. James Hetfield et lui en sont les deux fondateurs et membres permanents.

## Biographie
Le père de Lars, Torben Ulrich, était un joueur de tennis professionnel danois. Il était également musicien, et avait joué avec des grands noms du jazz tels que Stan Getz et Miles Davis. Le parrain d'Ulrich était d'ailleurs une autre légende du jazz, Dexter Gordon. Il poussa Lars Ulrich à apprendre le jazz étant enfant. En février 1973, Torben Ulrich obtint cinq places (destinées à quatre de ses amis et lui) pour un concert de Deep Purple, au stade de Copenhague. Apprenant que l'un des amis ne pourrait pas venir, Torben décida de faire profiter du concert son jeune fils, âgé alors de 9 ans. Le jeune Ulrich fut très impressionné par la prestation du groupe, et acheta l'album Fireball le lendemain. Cette première approche de la musique eut un impact considérable sur Lars Ulrich, provoquant son entrée dans le monde du rock et plus tard du heavy metal.
Lars Ulrich obtient sa première batterie en 1977, offerte par sa grand-mère.
Il épousera définitivement le destin de rockstar en fondant Metallica en 1981 après avoir passé une audition pour James Hetfield et Ron McGovney en tant que batteur. Durant l'audition, il fut une première fois refusé car James Hetfield ne le trouvait pas assez bon. Lors d'un deuxième passage, Lars montra toute l'étendue de son talent et James Hetfield l'accepta alors sans hésitation.

## Vie privée
Ulrich s'est marié trois fois. Il divorce de sa première femme, Debbie, durant la création du groupe dans les années 1980. En mars 2004, après 7 ans de mariage, Ulrich se sépare de Skylar Satenstein avec laquelle il a deux fils, Myles, né le 5 août 1998 et Layne, né le 6 mai 2001.
Il vécut par la suite avec l'actrice Connie Nielsen de 2004 à 2012. Leur premier enfant, Bryce Thadeus Ulrich-Nielsen, est né le 21 mai 2007.
Depuis 2015, Lars est marié avec la top model américaine Jessica Miller. Lars est également un grand amateur d'art.

## Équipement
Lars joue depuis la création du groupe sur des batteries de marque Tama. Il utilise actuellement un modèle Starclassic Maple revêtu du coloris LU Magnetic Orange, pour la tournée de l'album Death Magnetic. Il utilise un kit doté de deux grosses caisses de 22"x16", deux toms-toms de 10" et de 12" et deux toms basse de 16" chacun dont un de 14" de profondeur, l'autre de 16". Il possède également deux caisses claires signatures Tama dont une en métal et une en bronze, toutes les deux mesurant 14"X6,5".
Le Tama Worldwired Kit est utilisé sur la tourné 2017.
Côté cymbales, il utilise les modèles suivants, de la marque Zildjian :
- Zildjian A Custom Projection Crash de 17, 18 (x2) et 19".
- Zildjian Z3 Dyno Beat Hi Hats de 14".
- Zildjian Oriental China Trash de 18 et 20".

Il utilise généralement des peaux Remo Emperor sablées en frappe, des Remo Ambassador en résonance pour ses fûts, une Remo Controled Sound pour sa caisse claire et probablement une Remo Ambassador snare pour sa peau de résonance, ainsi que deux Remo Powerstroke III pour ses deux grosses caisses. Il utilise sur scène des baguettes Ahead en aluminium noires aux olives blanches dont il fut un des premiers utilisateurs, et dont il existe un modèle "signature" à son nom. Il a cependant déclaré dans une interview préférer utiliser des baguettes en bois pour ses enregistrements studios.

## Carrière cinématographique
- En 2004, il apparaît dans le documentaire sur Metallica Some Kind of Monster.
- En 2010, Lars a fait une apparition dans le film American Trip (Get Him to the Greek), où il joue son propre rôle, en tant que petit ami de l'ex-femme du personnage qu'interprète Russell Brand.
- En 2012, Philip Kaufman, réalisateur du film Hemingway & Gelhorn, l'engage pour incarner Joris Ivens, cinéaste néerlandais qui, aidé par Ernest Hemingway, Martha Gellhorn, John Dos Passos et le photo-reporter Robert Capa, filma, durant la guerre civile espagnole, son fameux documentaire sur le combat contre le fascisme nommé This Spanish Earth. « Rencontré, à San Francisco, à l'occasion d'une lecture de scénario par le biais de Sean Penn, quelques années auparavant, il nous avait aidé à finir et avait fait forte impression. Il était un acteur, pour nous, pas un batteur, il était humble et impatient. » a déclaré Philip Kaufman. « Beaucoup de textes des chansons de Metallica sont inspirés de la littérature, une des innombrables affinités que j'ai avec Philip » a mentionné Lars Ulrich[5]. « J'ai pris mon engagement très au sérieux et étudié la différence de prononciation entre le néerlandais et le danois, pour savoir comment un néerlandais prononcerait le texte en anglais. J'avais besoin d'être exact. » dira-t-il dans une interview[6].

## Anecdotes
- En 2005 un groupe appelé Beatallica (un groupe qui reprend des paroles et des mélodies des Beatles et de Metallica) a été sommé d'arrêter ses activités par Sony (qui possède les droits d'auteur des Beatles). À l'appui de Beatallica, Lars Ulrich a demandé au mandataire de Metallica, Peter Paterno, d'aider Beatallica. C'est ainsi que le site beatallica.com a pu être créé, offrant l'occasion au groupe de poursuivre ses activités.
- Pendant longtemps, Lars Ulrich a été un passionné de plongée sous-marine. D'ailleurs, on raconte qu'il lisait des magazines de plongée pendant les coupures des répétitions.
- Ulrich a joué de la batterie avec le groupe Mercyful Fate pour le re-enregistrement de la chanson « Return of the Vampire » dans l'album In the Shadows.
- Sur le CD/DVD Live in Texas de Linkin Park, durant le morceau « From the Inside », Ulrich apparaît avec des oreilles de lapin et des mains vertes. Lors des crédits, il est présenté comme le « Green-Fisted Bunnyman ».
- Ulrich est un grand fan du groupe de rock Oasis. En novembre 2006, le magazine canadien Exclaim! a publié une interview du guitariste Noel Gallagher d'Oasis. Gallagher fait plusieurs références à Ulrich, comme celle-ci : « Lars Ulrich ? C'est un sacré mec, je l'aime vraiment, car il a un caractère étrange. C'est un homme étrange, vraiment étrange. »
- Il se dit être « le plus grand fan de U2 ». Il aime leur musique. Il se dit fasciné par leur façon de se réinventer et de voir en grand[7].
- Lors d'une interview, Lars déclare s'être inspiré de Noel Gallagher comme exemple pour sortir de la drogue.
- Lars a joué de la batterie lors de la tournée Guns N' Roses Chinese Democracy Tour 2006 lors du morceau Out Ta Get Me pour clore le concert.
- Ulrich est apparu dans un épisode de South Park. Dans cet épisode, on incite les enfants à ne pas télécharger, car cela fait perdre de l'argent aux millionnaires comme Ulrich. Ce dernier se met alors à pleurer car il ne peut pas s'acheter un bar-aquarium à requin en or massif, à cause de l'argent perdu.
- Ulrich aime beaucoup le groupe de nu metal, Korn, si bien qu'il a déjà été vu sur scène à la batterie lors du morceau « Blind ». Jonathan Davis, le chanteur, a d'ailleurs participé à une reprise de « One » de Metallica, avec Daron Malakian à la guitare et les membres de Metallica sur les autres instruments.
- Le jeu d'Ulrich est caractérisé par son jeu debout à la fin de chansons telles que Creeping Death ou For Whom the Bell Tolls.